# منطقه آرام رادیویی ملی ایالات متحده

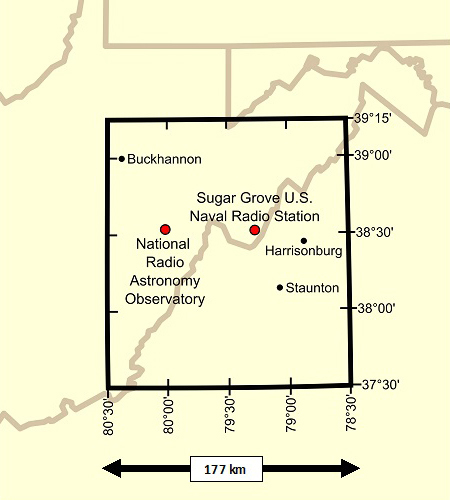
نقشه مربوط به این ناحیه

منطقه آرام رادیویی ملی ایالات متحده (به انگلیسی: United States National Radio Quiet Zone), (NRQZ) منطقهٔ وسیعی در ایالات متحده آمریکا است که به عنوان یک منطقه آرام رادیویی تعیین شده‌است، که در آن ارتباط‌های رادیویی بر مبنای قانون برای تسهیل تحقیقات علمی و جمع‌آوری اطلاعات نظامی بشدت محدود شده‌است. تقریباً نیمی از این مناطق در کوهستان بلو ریدج در غرب ویرجینیای غربی واقع شده‌است در حالی که نیمی دیگر کوه‌های آلگنی در شرق مرکز ویرجینیای غربی است. قسمت کوچکی از این منطقه در جنوبی‌ترین نوک مریلند قرار دارد.

## موقعیت
منطقه آرام یک مستطیل تقریبی از زمین است، ۱۰۷٫۰ مایل (۱۷۲٫۲ کیلومتر) در لبه شمالی، ۱۰۹٫۶ مایل (۱۷۶٫۴ کیلومتر) در لبه جنوبی و ۱۲۰٫۹ مایل (۱۹۴٫۶ کیلومتر) در لبه‌های شرقی و غربی، شامل تقریباً ۱۳۰۰۰ مایل مربع (۳۴۰۰۰ کیلومتر مربع؛ ۸٬۳۰۰٬۰۰۰ هکتار) است. این کشور در مرزهای ویرجینیا و ویرجینیا غربی قرار دارد و همچنین یک تکه از مریلند را شامل می‌شود. مرکز NRQZ بین رصدخانه گرین بانک در گرین بنک، ویرجینیای غربی و ایستگاه (Sugar Grove) در شوگر گُرو، ویرجینیا غربی قرار دارد. این منطقه شامل تمام زمین‌های دارای عرض جغرافیایی بین ۳۷ ° ۳۰ ′ ۰٫۴ ″ N و ۳۹ ° ۱۵ ′ ۰٫۴ ″ N و طول جغرافیایی بین ۷۸ ° ۲۹ ′ ۵۹٫۰ ″ W و ۸۰ ° ۲۹ ′ ۵۹٫۲ ″ W. [1] است.